# Atelier chantier d'insertion
Pour les articles homonymes, voir ACI.
Un Atelier et Chantier d'Insertion (ACI) est une structure d'insertion par l'activité économique qui existe en France. Elle a pour but de lever les freins à l'emploi de personnes en difficulté d'insertion et d'emmener les salariés en insertion à l'emploi ou la formation. Les Brigades Blanches sont par exemple des ACI, mais des structures comme les Restos du Cœur, Emmaüs, le Secours catholique, les Jardins de Cocagne… portent également de tels Ateliers Chantier d'Insertion.

## Description
Un ACI est une structure conventionnée par la Direction régionale des entreprises, de la concurrence, de la consommation, du travail et de l'emploi (DIRECCTE), après avis du conseil départemental de l'insertion par l'activité économique (CDIAE), et financée pour partie, pour son fonctionnement et l'accompagnement socio-professionnel qu'elle met en place, par l'État (par le versement d'"aide aux postes" depuis la réforme de l'IAE de 2014).
L'aide aux postes est financée par l'État dans des proportions variables (un montant socle et un montant variable dit montant modulé qui varie selon des critères liés aux publics accueillis, aux efforts d'insertion de la structure et aux résultats en ce qui concerne les sorties vers l'emploi ou la formation pour les personnes à l'issue de leur parcours d'insertion). En 2018 le montant socle de l'aide au poste dans les ACI est de 19 897 €  (par ETP réalisé et par an). D'autres partenaires publics, comme les conseils départementaux, les régions, voire les communes et les intercommunalités peuvent aussi financer ces structures. Les conseils départementaux peuvent cofinancer les aides aux postes, pour les personnes bénéficiaires du RSA.
Théoriquement, une limite est fixée aux ACI, qui ne doivent (sauf dérogations) pas dépasser 30 % de recettes (vente de produits ou de prestations). En pratique, selon les structures, ce chiffre varie de 10 à 40 %, voire 50 % de façon exceptionnelle.
Les personnes accueillies et salariées par les ACI bénéficient d'un véritable accompagnement individualisé. Elles sont agréés par France Travail. Elles sont embauchées sous un contrat à durée déterminée d'insertion (CDDI). 
Les collectivités territoriales apportent un complément en matière de compensation des missions d'intérêt général confiées à ces structures. Il est estimé à 200 millions d'euros au niveau national.
Une étude menée par la Fédération nationale des associations d'accueil et de réinsertion sociale (FNARS) en 2011 a montré que 1 € public investi dans une telle structure générait 3 € (entre le pouvoir d'achat créé, les charges payées et la contribution économique locale).

## Convention collective des Ateliers Chantiers d'Insertion
Depuis 2011 une Convention collective de travail existe pour les Ateliers et Chantiers d'Insertion sous le code IDCC 3016, elle a été élaborée par le Syndicat national des employeurs spécifiques d'insertion (SyNESI) pour la partie employeur et les Fédérations CFDT protection sociale travail-emploi et CFTC protection sociale et de l'emploi pour la partie salariés.
En 2021 la représentativité syndicale au sein de cette convention collective est la suivante : 
- Confédération française démocratique du travail (CFDT) : 48,68 % ;
- Confédération générale du travail (CGT) : 24,49 % ;
- Force ouvrière (FO) : 16,52 % ;
- Union syndicale Solidaires (SOLIDAIRES) : 10,31 %

### Ateliers chantiers d'insertion actifs en France
- Emmaüs Défi
- Humanis
- Réseau Cocagne
- Récup'Actions 65

## Sources
- Rapport IGAS/IGF de mai 2006 sur les ACI, rapport CNIAE "lever les obstacles aux promesses de l'IAE octobre 2007))